# Giuseppe Bres
Giuseppe Bres (Nizza, 1842 – Nizza, 1924) è stato uno scrittore e critico d'arte italiano.

## Biografia

Targa commemorativa con iscrizione ed archiviazione

Giuseppe Bres nacque a Nizza nel 1842, dove fin da ragazzo abbracciò gli ideali dell'irredentismo italiano.
Frequentò il Liceo classico della sua città dove ebbe, tra gli altri, per compagno lo storico Eugenio Cais di Pierlas, col quale strinse una duratura amicizia. Iscrittosi alla Facoltà di Giurisprudenza dell'Università di Nizza, questa fu chiusa l'anno dopo per l'annessione della Provincia di Nizza alla Francia e il Bres non continuò gli studi.
Nel 1871 partecipò ai Vespri nizzardi (la rivolta antifrancese e filoitaliana di Nizza) e per questo motivo venne deportato dalle autorità francesi all'isola di Santa Margherita. Rientrato poi a Nizza, fu eletto consigliere comunale nelle elezioni del 1874 e più tardi divenne giudice del Tribunale della Camera di commercio di Nizza. Venne insignito per i suoi meriti di studioso e per essersi sempre tenuto fedele agli ideali italiani della sua giovinezza, della croce di Cavaliere della Corona d'Italia.
Nel 1892, insieme al suo amico Eugenio Cais a capo di un Comitato Generale Italiano di irredentisti nizzardi espatriati, organizzò, con altri famosi irredentisti, una contro manifestazione alla celebrazione francese dell'annessione armata di Nizza avvenuta nel 1793. Alla targa, Bres voleva apporre la scritta: Ai militi / del Contado di Nizza / che sulle Alpi Marittime / duce Thaon di S. Andrea / strenuamente pugnarono / a difesa della patria / trascorso un secolo / I Nizzardi / non immemori / M.DCCCXCVI.
Contro manifestazione, con targa commemorativa ed iscrizione, che non venne approvata dall'allora ministro, per tema della reazione della Francia.

## Opere
L'amico Cais di Pierlas, diventato storico di valore, influì sui suoi interessi culturali spingendolo alla ricerca storica. Nel 1903 stampò a Genova Notizie intorno ai pittori nicesi Giovanni Miraglietti, Ludovico Brea e Bartolomeo Bensa.
Entrato in polemica con il vice-conservatore dei musei di Nizza, il quale sosteneva, contro ogni verità, che il Miraglietti fosse francese, al fine di apportare "un notevole contributo alla colonizzazione culturale del Nizzardo che era, cinquant'anni dopo l'annessione, ad un punto insoddisfacente rispetto a quella economica e sociale", Giuseppe Bres insorse "contro questa costruzione artefatta, contro la pretesa di appropriazione fondata sull'inganno, contro lo sfruttamento politico di un fatto artistico" col suo Questioni d'arte regionale. Studio critico. Altre notizie inedite sui pittori nicesi, stampato a Nizza nel 1911.
In quegli anni la produzione letteraria del Bres fu intensissima. Nel 1906 pubblica Delle stamperie ed altre industrie affini in Nizza ; Considerazioni sul dialetto nizzardo. Suggerimenti sulla sua forma, esame del carattere specifico e soprattutto non francese di questo parlare. L'anno seguente pubblica i due volumi di Da un archivio notarile di Grassa, cittadina all'interno dell'antica Contea. Del 1908 sono Prima e dopo la Rivoluzione del 1789. Note storiche nicesi. Nel 1909 pubblica Notizie varie concernenti la regione nicese. Del 1911 è I Grimaldi di Boglio e la dedizione di Nizza a d Amedeo VII.
L'opera più significativa di Giuseppe Bres nel campo della critica d'arte e del 1914: L'arte nell'estrema Liguria occidentale. Sempre nel 1914 consegna alle stampe lo studio storico Caterina Segurana sulla famosa eroina nizzarda. Nel 1919 pubblica Note d'archivio, raccolta d'importanti documenti su Nizza. Nel 1922 pubblica su Armanac niçart Notizie sulla famiglia Badat. Nel 1929 il figlio Carlo farà stampare lo studio postumo Annibale Grimaldi, conte di Boglio.
Tutte le opere del Bres, ovviamente scritte in italiano, furono stampate a Nizza (tranne la prima citata), anche molti anni dopo la cessione alla Francia della città.